# Chloridolum rugatum
Chloridolum rugatum là một loài bọ cánh cứng trong họ Cerambycidae.